# Rostratula australis
El aguatero australiano (Rostratula australis) es una especie de ave charadriforme de la familia Rostratulidae nativa de Australia.

## Taxonomía
El carácter distintivo del aguatero australiano fue reconocido por John Gould en 1838 cuando lo describió y nombró Rostratula australis. Sin embargo, posteriormente se agrupó con el aguatero bengalí (Rostratula benghalensis).  Más recientemente se ha demostrado que las diferencias entre estos taxones justifican el reconocimiento a nivel de especie.

## Descripción

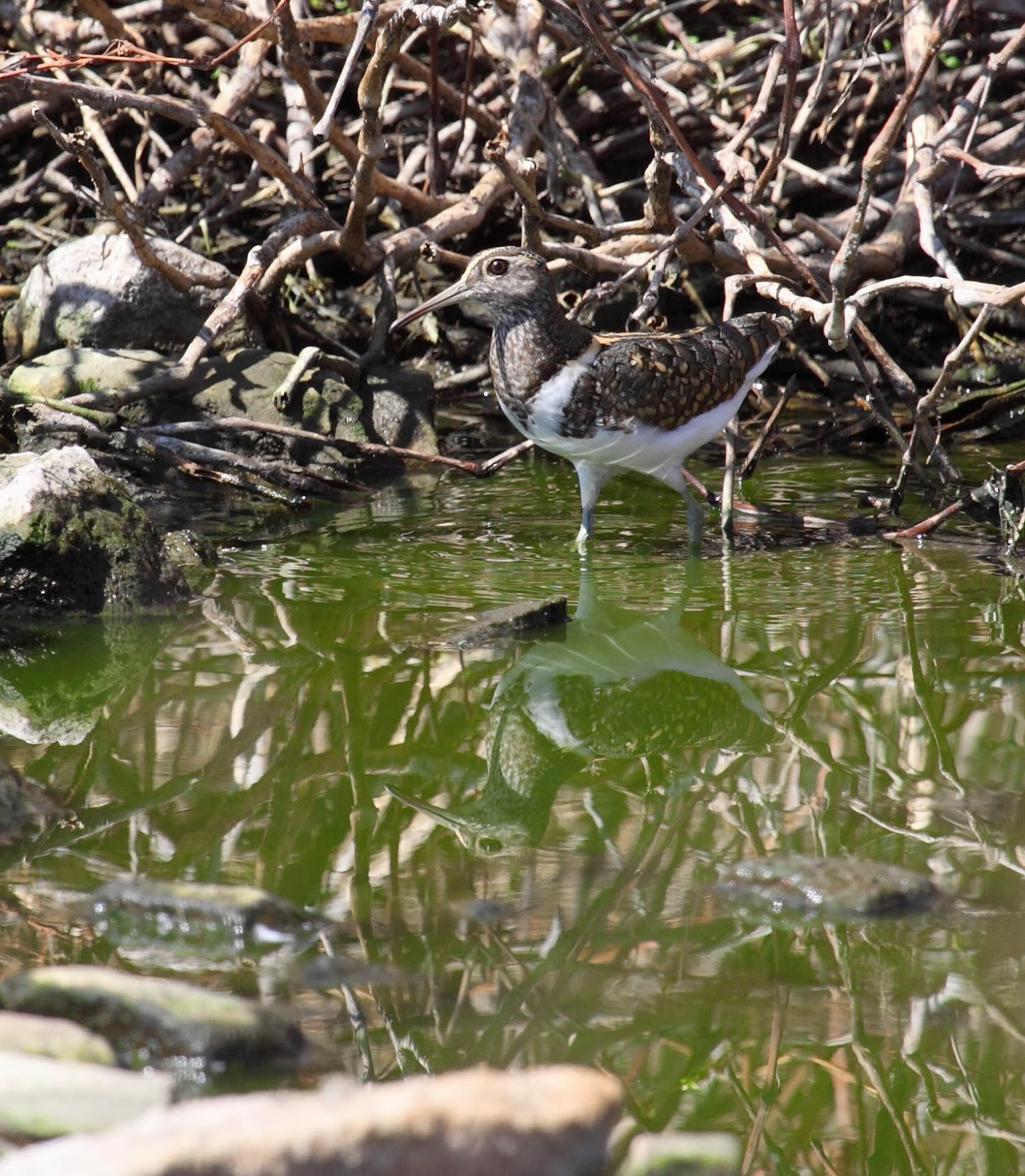
En un estanque de aguas residuales en Alice Springs, Territorio del Norte, Australia

La longitud varía de 24 a 30 cm, la envergadura de 50-54 cm y el peso de 125 a 130 g.
La cabeza, el cuello y la parte superior del pecho son marrón chocolate, atenuándose a rojizo en el centro de la parte posterior del cuello y fusionándose a gris oscuro barrado en la parte posterior. Tiene una marca en forma de coma color crema alrededor del ojo y una franja blanca en el lado del pecho y en los hombros. La parte superior de las alas son de color gris (con manchas de color de ante en los machos). La parte inferior del pecho y la parte de abajo son de color blanco. Los machos son generalmente un poco más pequeños y menos brillantes que las hembras. Las aves jóvenes son similares a los machos adultos.

## Distribución y hábitat
Es endémico de Australia, aunque su distribución es irregular y su presencia en cualquier área en particular es impredecible. Un baluarte previo de la especie fue el Riverina. Frecuenta humedales de agua dulce poco profundos con una gruesa cubierta de vegetación, desapareciendo cuando las condiciones se vuelven inadecuadas.

### Conservación
La especie ha disminuido drásticamente durante el siglo xx y es rara en toda su área de distribución. Las causas del descenso se atribuyen al drenaje de los humedales, la gestión de los ríos y la salinización, así como el pastoreo y el pisoteo de los humedales por el ganado. Las estimaciones de la población es de unos pocos cientos a unos miles. En Australia se clasifica como amenazada a nivel nacional con una calificación de «vulnerable». La UICN dividió recientemente la especie y la clasifica como «en peligro de extinción».